# Relaciones Santa Sede-Unión Europea
Las relaciones Unión Europea-Santa Sede son las relaciones internacionales entre la Unión Europea y la Santa Sede, y están enmarcadas por la situación de la Ciudad del Vaticano (dentro de una capital de la UE) sin existir la posibilidad de adhesión.

## Cooperación
Según los criterios de Copenhague de la UE, que definen qué Estados son elegibles para la ampliación de la Unión Europea, un Estado candidato debe ser una democracia de libre mercado. Dado que la Santa Sede es una teocracia no cumple los criterios. Sin embargo, como es tan pequeño, y rodeado por un estado de la UE (Italia), está intrínsecamente vinculado a la UE. Ciudad del Vaticano tiene una frontera abierta con la UE y tiene la intención de unirse al Sistema de Información de Schengen. También utiliza el euro como su moneda única y tiene un acuerdo con la UE que les permite a las monedas de euro del Vaticano sus monedas. La UE otorgó a Italia la autoridad para negociar un acuerdo con la Santa Sede en 2000 que permitió a la Santa Sede acuñar un máximo de 670.000 euros. Tras una revisión de los acuerdos, entró en vigor en 2010 un nuevo acuerdo que permitió a la Santa Sede acuñar 1 millón de euros al año (más 300.000 euros adicionales en ocasiones especiales).
La Ciudad del Vaticano no forma parte de la Unión Aduanera de la Unión Europea ni de su área de IVA como algunos otros pequeños estados europeos. Sin embargo Ciudad del Vaticano está exento de derechos e impuestos y la pequeña cantidad de bienes exportados desde la Ciudad del Vaticano están exentos de impuestos.

## Representaciones
El primer representante de la Santa Sede, Nuncio Apostólico, fue acreditado ante la UE en 1970. El papel del representante de la UE ante la Santa Sede se otorga al representante de la UE ante la ONU en Roma: Actualmente Embajador Yves Gazzo. El primer representante de la UE ante la Santa Sede fue Luis Ritto, acreditado en 2006. Esta acreditación se produjo tras la visita del Presidente de la Comisión Europea, José Manuel Barroso, que deseaba establecer relaciones diplomáticas abiertas y abiertas entre los dos.

## Puntos de tensión
Algunos de los acontecimientos más recientes en la relación han sido:
- Un desacuerdo sobre si incluir una referencia a la herencia cristiana de Europa en el Tratado que establece una constitución para Europa (Constitución europea).[3]
- El Parlamento Europeo se negó a ratificar a Rocco Buttiglione como Comisario Europeo porque apoyó la opinión de la Iglesia Católica sobre la homosexualidad.[4]
- La Unión Europea aprobó el Informe Sandbaek, aumentando la financiación para el aborto.[5]
- La financiación de la investigación con células madre por parte de la Unión Europea.[6]
- El Parlamento Europeo aprobó una moción[7] que exige el reconocimiento obligatorio de las uniones de personas del mismo sexo en toda la Unión Europea.[8]